# Eurre
Eurre (okzitanisch: Uèrre) ist eine französische Gemeinde mit 1.426 Einwohnern (Stand: 1. Januar 2022) im Département Drôme in der Region Auvergne-Rhône-Alpes; sie gehört zum Arrondissement Die und zum Kanton Crest. Die Bewohner werden Eurrois und Eurroises genannt.

## Geografie
Eurre liegt etwa 20 Kilometer südsüdöstlich von Valence und wird im Süden von der Drôme begrenzt. Umgeben wird Eurre von den Nachbargemeinden Upie im Norden, Vaunaveys-la-Rochette im Osten und Nordosten, Crest im Osten, Chabrillan im Süden, Allex im Westen.

## Bevölkerungsentwicklung
| Jahr                       | 1911 | 1962 | 1968 | 1975 | 1982 | 1990 | 1999 | 2006 | 2018 |
| -------------------------- | ---- | ---- | ---- | ---- | ---- | ---- | ---- | ---- | ---- |
| Einwohner                  | 815  | 661  | 684  | 643  | 817  | 923  | 1018 | 1091 | 1360 |
| Quellen: Cassini und INSEE |      |      |      |      |      |      |      |      |      |

## Sehenswürdigkeiten
- Kirche Saint-Apollinaire aus dem 19. Jahrhundert
- Schloss Eurre mit Fassade aus dem 16. Jahrhundert

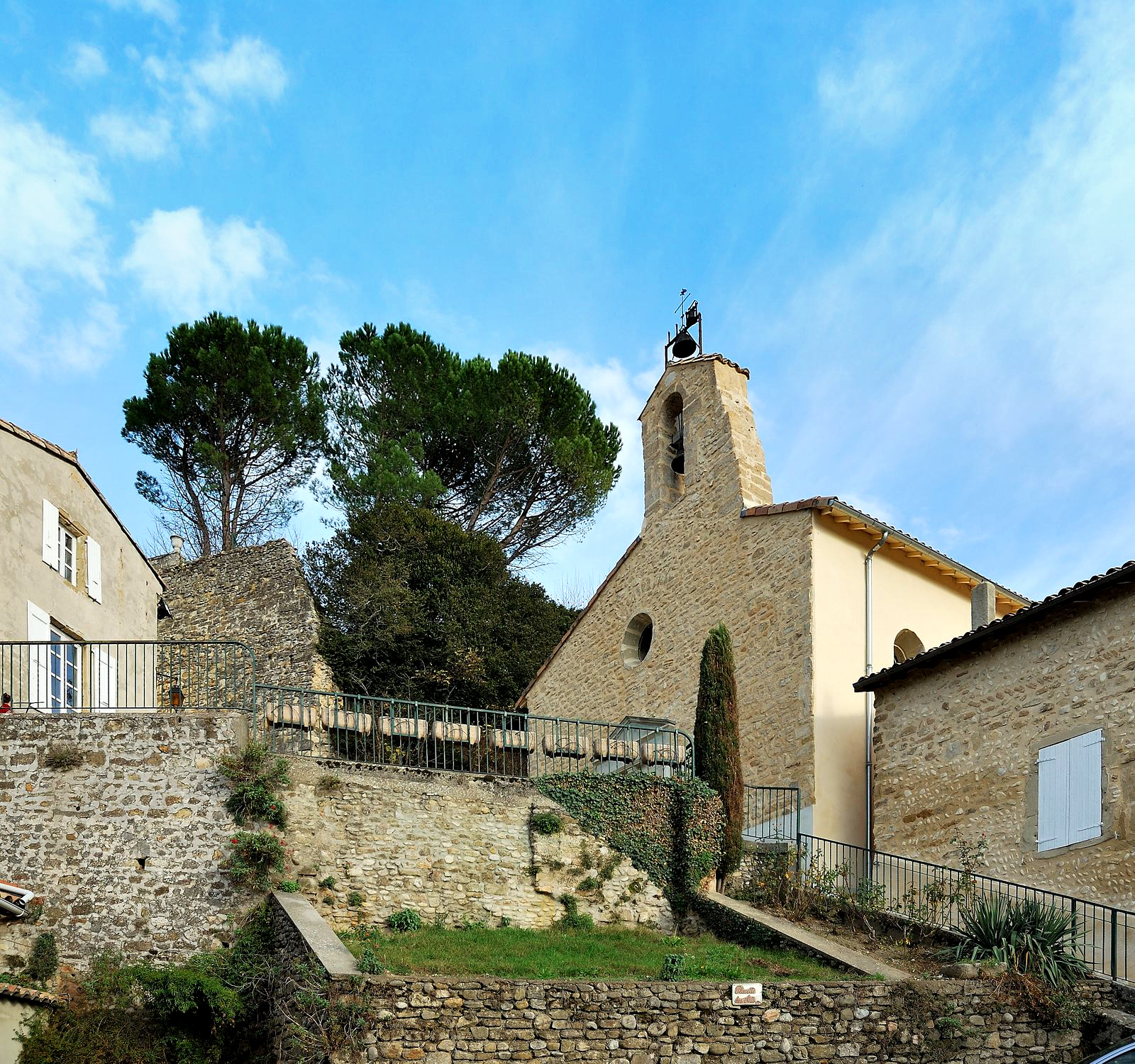
Kirche Saint-Apollinaire
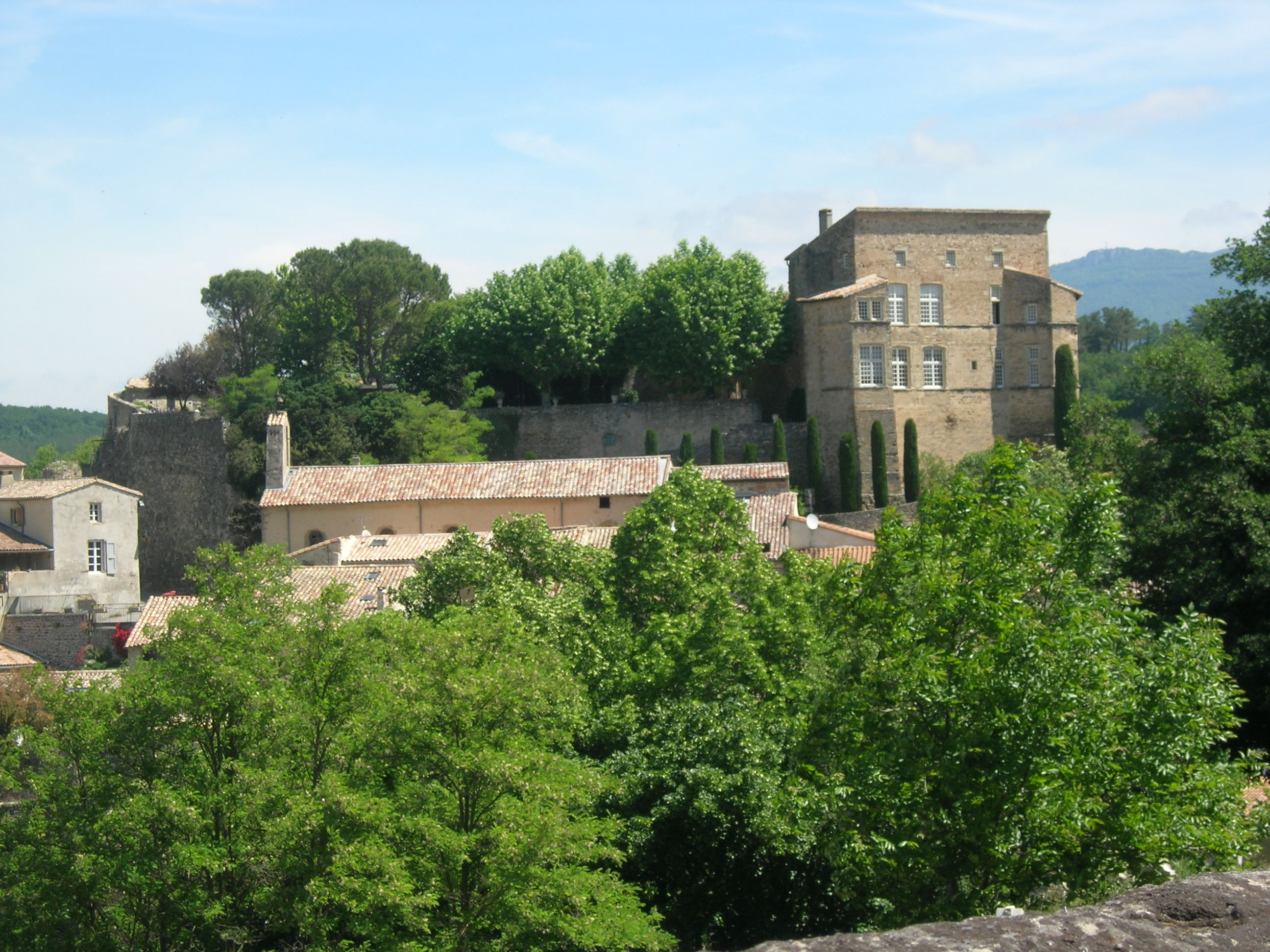
Schloss Eurre